# Le rose del deserto
Le rose del deserto è un film del 2006, l'ultimo diretto da Mario Monicelli, liberamente ispirato al romanzo Il deserto della Libia di Mario Tobino e al brano Il soldato Sanna tratto dall'opera La guerra d'Albania di Giancarlo Fusco.
Il titolo del film deriva dalla forma minerale del gesso detta "rosa del deserto".

## Trama
Libia, estate 1940. Durante la campagna del Nord Africa, una sezione sanitaria del Regio Esercito italiano (la Minotauro) si accampa a Sorman, una sperduta oasi nel deserto della Libia. La guerra lì appare come lontana e ognuno cerca svago come può, il maggiore Strucchi scrivendo lettere alla giovane moglie, il tenente Salvi dedicandosi all'hobby della fotografia. Assieme ad un frate italiano i militari iniziano poi a prestare assistenza alla popolazione locale, bisognosa di cure mediche. Tutti sono convinti che la guerra finirà presto e che per Natale saranno a casa, ma arriva il momento della controffensiva inglese, che li costringerà a fare i conti con la realtà della guerra.
Improvvisamente, ripetuti attacchi aerei decimano i rifornimenti della sezione, che viene salvata dall'arrivo di una pattuglia di nazisti, sbarcata pochi giorni prima a Tripoli. I tedeschi convincono Strucchi ad abbandonare quel posto dimenticato da Dio, perché oramai non c'è più niente da fare per i pochi arabi da curare. La spedizione d'italiani si mette al seguito dei tedeschi e non si accorgono che padre Simeone li segue ancora in groppa ad un mulo. L'obiettivo dei tedeschi è rintracciare al più presto spie inglesi, dato che sono venuti a sapere della presenza di alcune mediante un atterraggio di fortuna. I giorni di viaggio sono molto difficili da superare e mettono a dura prova la pazienza e le risorse dell'esercito; tanto che un giorno il soldato Sanna perde la testa per il maltrattamento di un bambino arabo da parte di un tedesco e lo agguanta scaricandogli una miriade di pugni.
Subito viene ferito da una scarica di mitra e poco tempo dopo muore. Sanna da tempo desiderava sposare la sua innamorata Immacolata in Italia; nozze che la guerra aveva impedito. Ora proprio che si era messo d'accordo con frate Simeone per celebrare il rito, seppure a distanza, il suo grande desiderio non si può più avverare. Tuttavia Simeone, commosso per la sorte dell'amico, decide di celebrare ugualmente il rito sulla sua tomba, con l'intera sezione Minotauro come testimone, che pone sulla lapide un anello mandato da Immacolata in Libia e una rosa del deserto, raccolta giorni prima da Sanna. Proseguendo il viaggio, tre inglesi vengono sorpresi nei pressi di una città romana in rovina e vengono immediatamente impiccati.
Successivamente i soldati ricevono la visita del comandante italiano dell'intero esercito, il quale intima loro di affrettarsi per raggiungere il fronte Mektili, per poi arrivare alla postazione di Tobruk; ma la sezione è debole e demoralizzata a causa della disperazione del maggiore Strucchi per la prematura scomparsa della moglie Lucia. La marcia prosegue inesorabile fino alla postazione decisa. Dato che Strucchi non ragiona più e tenta inutilmente e ripetutamente di suicidarsi, il comando della Minotauro viene affidato al tenente Salvi, quasi totalmente inesperto. Come se non bastasse il comandante gli ordina di costruire un cimitero per i caduti sia italiani sia tedeschi, mentre questi ultimi sono impegnati in una lunga serie di attacchi per avere la strada spianata per il viaggio verso Il Cairo.
Per far riconoscere il cimitero il comandante vuole che Salvi si procuri una grossa croce da piantare all'entrata, ma Salvi è ormai disperato e vorrebbe lasciare immediatamente l'incarico, se non fosse per il buon Simeone che gli consiglia di recarsi a Bengasi. Infatti lì c'è la chiesa di San Teodoro, la quale contiene un'enorme croce scolpita in pietra. Quando i soldati giungono sul posto vedono uno scenario di morte e distruzione: la chiesa è stata distrutta totalmente, ma per fortuna la croce è rimasta illesa; mentre gli uomini mandano un furgone per issarla Salvi si reca in centro con un amico dai pensieri semplici per fare un giro. Subito la sua attenzione viene catturata dalle bellezze del posto e dalla sensualità delle ragazze; ma presto si riscuote perché c'è stata un'esplosione. Nello scoppio è stato ferito l'amico, che viene immediatamente soccorso e portato in campo.
Durante il tragitto il ferito crede di essere ormai prossimo alla morte e si confessa con padre Simeone, ma infine la bontà di Dio lo salva. La croce viene piantata e successivamente i soldati, da un articolo di un giornale, trovato dal tenente Salvi al mercato tra quelli che si usavano per incartare il pesce, deducono che la moglie di Strucchi lo tradiva col cugino, ma non hanno il coraggio di rivelarglielo. Tuttavia gli uomini non sanno che la sezione ha ricevuto l'ordine di abbandonare immediatamente il campo per via delle incursioni barbare di predoni. Solo Strucchi rimane impassibile, anzi si avvicina alla sua tenda per cercare di recuperare tutte le sue lettere d'amore per Lucia, quando sopraggiunge un ladrone che gli spara. Strucchi così conclude la sua sofferenza d'amore, senza aver mai conosciuto l'osceno segreto di sua moglie e viene seppellito con le sue poesie e lettere dai compagni, che infine riprendono il viaggio.

## Curiosità
Al film avrebbero dovuto partecipare anche i componenti del gruppo Elio e le Storie Tese, come comparse, nel ruolo di alcuni soldati morti. La collaborazione non ebbe poi luogo a causa degli impegni della band.

## Riconoscimenti
- 2007 - Nastro d'argento
  - Migliore attore non protagonista (Alessandro Haber)
- 2007 - Premio Cinearti La chioma di Berenice
  - Miglior scenografia cinematografica (Lorenzo Baraldi)